# Emile Dottrens
Emile Dottrens, auch Émile Dottrens (* 21. Juli 1900; † 29. September 1990) war ein Schweizer Ichthyologe und Naturschützer.

## Leben
1942 wurde Dottrens wissenschaftlicher Mitarbeiter in der Abteilung für Zoologie am Muséum d’histoire naturelle de la Ville de Genève. Von 1953 bis 1969 war er Direktor des Museums. Dottrens war Mitglied der IUCN, der Schweizer Naturschutzorganisation Pro Natura und in der Société de Physique et d'Histoire Naturelle de Genève. Während seiner Amtsperiode  als Präsident der Internationalen Alpenschutzkommission CIPRA von 1960 bis 1968 setzte er sich für die Anerkennung dieser Vereinigung als Nichtregierungsorganisation durch den Europarat ein.
Emile Dottrens schrieb mehrere wissenschaftliche Artikel über die Schweizer Süßwasserfischfauna, insbesondere über die Gattung Coregonus.

## Werke (Auswahl)
- 1949: Les Corégones du Lac de Neuchâtel
- 1950: Sur le Lavaret du lac du Bourget
- 1952: Le grand livre de la pêche et des poissons
- 1955: Acclimatation et hybridation de corégones
- 1963: Batraciens et Reptiles d'Europe
- 1966: Systématiques des corégones de l’Europe occidentale, basée sur une étude biométrique